# きみぼく
きみぼくは、GREE Platform上で展開される、携帯(フィーチャーフォン)向け恋愛シミュレーションゲーム。企画制作Blau。2011年4月1日より配信された。
蒼森ひより・篠塚夏生・小日向奈帆の3人のヒロインのストーリーがもうけられている。
CV:悠木碧、伊藤かな恵、金元寿子